# Purfleet
Purfleet là một thị trấn thuộc chính quyền đơn vị Thurrock ở Essex, Anh. Nó giáp với đường A13 ở phía bắc và sông Thames ở phía nam và nằm trong phần cực đông của đường cao tốc M25 nhưng ngay bên ngoài ranh giới Greater London. Nó nằm trong giáo xứ West Thurrock truyền thống của Giáo hội Anh. Một số ngành công nghiệp nằm ở phía nam và khu vực này là một phần của khu vực tái phát triển Cổng Thames. Purfleet là một trong bảy khu vực bảo tồn ở Thurrock.

## Lịch sử
Tên địa danh "Purfleet" được chứng thực lần đầu tiên vào năm 1285, nơi nó xuất hiện dưới dạng Purteflyete. Nó được ghi là Pourteflet trong Close Roll cho 1312. Tên này có nghĩa là "dòng chảy của Purta hoặc cửa vào thủy triều".
Vào thế kỷ 18, Kho Thuốc súng Hoàng gia Purfleet được thành lập như một địa điểm lưu trữ thuốc súng cùng với một đơn vị đồn trú để bảo vệ nó. Một mối nguy hiểm liên tục của vụ nổ là do sét đánh tồn tại. Benjamin Franklin đã được yêu cầu tư vấn về thiết kế của một dây dẫn sét và một ủy ban của Hiệp hội Hoàng gia đã hỗ trợ thiết kế của ông cho các dây dẫn nhọn. Sau cuộc Cách mạng Hoa Kỳ, cửa hàng bột đã được bảo vệ khỏi sét đánh vào tòa nhà, mặc dù ống thoát nước bằng kim loại thực sự đã làm việc. Khi vua George III nghe nói về điều này, ông khẳng định chúng được thay thế bằng những thiết bị dẫn điện kém và chủ tịch Hội Hoàng gia buộc phải từ chức.
Kho số 5, duy nhất còn lại trong số năm kho gốc, hiện là Trung tâm Quân sự và Di sản của quân đội Purfleet và một Đài tưởng niệm cổ đại theo lịch trình. Nó được điều hành bởi các tình nguyện viên và chứa một loạt các kỷ vật địa phương và quân sự (bao gồm các mặt hàng từ RAF Hornecl) và mở cửa cho công chúng tham quan vào thứ Năm, Chủ nhật và ngày lễ ngân hàng.